# Квінт Мамілій Вітул
Квінт Мамілій Вітул (*Quintus Mamilius Vitulus, д/н — після 261 до н. е.) — політичний та військовий діяч часів Римської республіки.

## Життєпис
Походив з плебейського роду Маміліїв. Син Квінта Мамілія Вітула. Про молоді роки немає відомостей. У 262 році до н. е. обирається консулом (разом з Луцієм Постумієм Мегеллом). В цей час тривала Перша Пунічна війна. Разом з колегою діяв проти карфагенян на Сицилії. Вони взяли в облогу ворога у м. Аграгант.
Невдовзі переміг Ганнона, який намагався деблокувати Аграгант. Після цього захопив разом з Мегеллом місто. Втім не отримав від римського сенату права на тріумф внаслідок вдалого відступу більшої частини карфагенської залоги на чолі із Ганнібалом Гісгоном. Втім на знак своїх успіхів разом з братом Луцієм в римському районі Субура звів вежу Маміліїв. Про подальшу долю немає відомостей.